# Puchar Spenglera 2017
91. edycja Pucharu Spenglera rozgrywana była od 26 do 31 grudnia 2017. Mecze rozgrywane były w hali Vaillant Arena.
Do turnieju oprócz drużyny gospodarzy HC Davos oraz tradycyjnie uczestniczącego Teamu Canada zaproszono cztery drużyny: HPK, HC Mountfield, Dinamo Ryga oraz Team Switzerland. Po zwiększeniu turnieju do sześciu drużyn rozgrywki podzielono na dwie grupy. Pierwsza nazwana została na cześć Richarda Torrianiego dwukrotnego brązowego medalistę igrzysk olimpijskich w hokeju na lodzie z 1928 i 1948 oraz srebrnego medalistę mistrzostw świata w saneczkarstwie w jedynkach mężczyzn z 1957 roku. Wszystkie te medale zdobył w Davos. Druga grupa została nazwana na część Hansa Cattini oraz Ferdinanda Cattini. Cała trójka grała w przeszłości w zespole HC Davos.
Z racji podziału na grupy po rozegraniu meczów fazy grupowej odbędą się dwa spotkania o awans do półfinałów turnieju. Zwycięzcy półfinałów rozegrają finałowe spotkanie w samo południe 31 grudnia 2017 roku.
Obrońcami tytułu jest drużyna Team Canada, która w finale poprzedniej edycji pokonała HC Lugano 5:2. W finale doszło do powtórki sprzed roku, ponownym zwycięzcą został zespół – Team Canada.

## Faza grupowa
Grupa Torriani
| 26 grudnia 2017 | Team Switzerland | 6:1 | Dinamo Ryga | Vaillant Arena |

| Szczegóły      | Szczegóły | Szczegóły       | Szczegóły              | Szczegóły                                                                                                |
| -------------- | --- | --------------- | ---------------------- | --- |
| Godzina: 15:10 | E. Blum (EQ) 01:30 R. Diaz (EQ)(EA) 03:39 D. Brunner (EQ) 12:36 D. Schlumpf (EQ) 30:18 L. Fazzini (EQ) 49:17 L. Martschini (EQ) 57:18 | (3:0, 1:1, 2:0) | 29:46 (PP) M. Indrašis | Widzów: 6300 Sędzia główny: Anssi Salonen Tobias Wehrli Sędziowie liniowi: Roman Kaderli David Obwegeser |
| Godzina: 15:10 | 10 min. kar |                 | 8 min. kar             | Widzów: 6300 Sędzia główny: Anssi Salonen Tobias Wehrli Sędziowie liniowi: Roman Kaderli David Obwegeser |

| 27 grudnia 2017 | HPK | 3:4 pd. | Dinamo Ryga | Vaillant Arena |

| Szczegóły      | Szczegóły                                                                                | Szczegóły            | Szczegóły                                                            | Szczegóły                                                                                             |
| -------------- | ---------------------------------------------------------------------------------------- | -------------------- | -------------------------------------------------------------------- | --- |
| Godzina: 15:10 | G. Skvorcovs (SH) 05:20 D. Kristo (EQ) 36:03 D. Kristo (EQ) 46:52 M. Indrašis (PP) 61:05 | (1:1, 0:1, 2:1, 0:1) | 07:57 (PP) T. Turunen 41:31 (PP) J. Lehtivuori 57:08 (PP) T. Vincour | Widzów: 6028 Sędzia główny: Stefan Eichmann Mark Lemelin Sędziowie liniowi: Cedric Borga Bryce Kovacs |
| Godzina: 15:10 | 4 min. kar                                                                               |                      | 10 min. kar                                                          | Widzów: 6028 Sędzia główny: Stefan Eichmann Mark Lemelin Sędziowie liniowi: Cedric Borga Bryce Kovacs |

| 28 grudnia 2017 | Team Switzerland | 4:0 | HPK | Vaillant Arena |

| Szczegóły      | Szczegóły                                                                           | Szczegóły       | Szczegóły   | Szczegóły                                                                                              |
| -------------- | ----------------------------------------------------------------------------------- | --------------- | ----------- | --- |
| Godzina: 15:10 | T. Scherwey (EQ) 13:51 R. Schäppi (EQ) 22:40 N. Rod (EQ) 50:31 J. Vermin (SH) 53:45 | (1:0, 1:0, 2:0) |             | Widzów: 6300 Sędzia główny: Stefan Eichmann Tobias Wehrli Sędziowie liniowi: Cedric Borga Bryce Kovacs |
| Godzina: 15:10 | 12 min. kar                                                                         |                 | 16 min. kar | Widzów: 6300 Sędzia główny: Stefan Eichmann Tobias Wehrli Sędziowie liniowi: Cedric Borga Bryce Kovacs |

| Lp. | Zespół           | M | Pkt | Z | WpD | PpD | P | G+ | G- | +/− |
| --- | ---------------- | - | --- | - | --- | --- | - | -- | -- | --- |
| 1   | Team Switzerland | 2 | 6   | 2 | 0   | 0   | 0 | 10 | 1  | +9  |
| 2   | Dinamo Ryga      | 2 | 2   | 0 | 1   | 0   | 1 | 5  | 9  | –4  |
| 3   | HPK              | 2 | 1   | 0 | 0   | 1   | 1 | 3  | 8  | –5  |

    = bezpośredni awans do półfinału,     = udział w ćwierćfinale
Grupa Cattini
| 26 grudnia 2017 | HC Mountfield | 3:5 | Team Canada | Vaillant Arena |

| Szczegóły      | Szczegóły                                                           | Szczegóły       | Szczegóły | Szczegóły                                                                                              |
| -------------- | ------------------------------------------------------------------- | --------------- | --- | --- |
| Godzina: 20:15 | L. Vopelka (EQ) 12:28 O. Cibuļskis (EQ) 27:41 A. Džeriņš (EQ) 58:12 | (1:2, 1:1, 1:2) | 14:23 (EQ) V. Bartley 19:22 (EQ) C. Hamilton 29:34 (PP) M. Raymond 53:42 (SH) D. McIntyre 59:26 (EQ) P-A. Parenteau | Widzów: 6300 Sędzia główny: Mark Lemelin Daniel Stricker Sędziowie liniowi: Nicolas Fluri Bryce Kovacs |
| Godzina: 20:15 | 12 min. kar                                                         |                 | 10 min. kar | Widzów: 6300 Sędzia główny: Mark Lemelin Daniel Stricker Sędziowie liniowi: Nicolas Fluri Bryce Kovacs |

| 27 grudnia 2016 | HC Davos | 5:1 | HC Mountfield | Vaillant Arena |

| Szczegóły      | Szczegóły                                                                                                | Szczegóły       | Szczegóły             | Szczegóły                                                                                                  |
| -------------- | --- | --------------- | --------------------- | --- |
| Godzina: 20:15 | J. Morin (EQ) 00:37 T. Sallinen (EQ) 23:35 G. Sciaroni (PP) 25:05 B. Buck (EQ) 33:36 J. Morin (PP) 42:34 | (1:0, 3:0, 1:1) | 44:36 (PP) J. Šimánek | Widzów: 6300 Sędzia główny: Anssi Salonen Daniel Stricker Sędziowie liniowi: Roman Kaderli David Obwegeser |
| Godzina: 20:15 | 8 min. kar                                                                                               |                 | 14 min. kar           | Widzów: 6300 Sędzia główny: Anssi Salonen Daniel Stricker Sędziowie liniowi: Roman Kaderli David Obwegeser |

| 28 grudnia 2017 | Team Canada | 4:1 | HC Davos | Vaillant Arena |

| Szczegóły      | Szczegóły                                                                                 | Szczegóły       | Szczegóły              | Szczegóły                                                                                             |
| -------------- | ----------------------------------------------------------------------------------------- | --------------- | ---------------------- | --- |
| Godzina: 20:15 | A. Ebbett (EQ) 28:36 A. Ebbett (PP) 30:23 Z. Boychuk (PP) 38:34 P-A. Parenteau (EQ) 55:21 | (0:1, 3:0, 1:0) | 13:33 (PP) S. Lofquist | Widzów: 6300 Sędzia główny: Mark Lemelin Anssi Salonen Sędziowie liniowi: Nicolas Fluri Roman Kaderli |
| Godzina: 20:15 | 14 min. kar                                                                               |                 | 6 min. kar             | Widzów: 6300 Sędzia główny: Mark Lemelin Anssi Salonen Sędziowie liniowi: Nicolas Fluri Roman Kaderli |

| Lp. | Zespół        | M | Pkt | Z | WpD | PpD | P | G+ | G- | +/− |
| --- | ------------- | - | --- | - | --- | --- | - | -- | -- | --- |
| 1   | Team Canada   | 2 | 6   | 2 | 0   | 0   | 0 | 9  | 4  | +5  |
| 2   | HC Davos      | 2 | 3   | 1 | 0   | 0   | 1 | 6  | 5  | +1  |
| 3   | HC Mountfield | 2 | 0   | 0 | 0   | 0   | 2 | 4  | 10 | –6  |

    = bezpośredni awans do półfinału,     = udział w ćwierćfinale

## Faza pucharowa
|  |               |               |              |                  |                  |                  |                  |           |             |             |       |       |       |
|  | Ćwierćfinały  | Ćwierćfinały  | Ćwierćfinały |                  |                  | Półfinały        | Półfinały        | Półfinały |             |             | Finał | Finał | Finał |
|  | Ćwierćfinały  | Ćwierćfinały  | Ćwierćfinały |                  |                  | Półfinały        | Półfinały        | Półfinały |             |             | Finał | Finał | Finał |
|  |               |               |              |                  |                  |                  |                  |           |             |             |       |       |       |
|  |               |               |              |                  |                  |                  |                  |           |             |             |       |       |       |
|  |               |               |              | Team Canada      | Team Canada      | 5                |                  |           |             |             |       |       |       |
|  |               |               |              | Team Canada      | Team Canada      | 5                |                  |           |             |             |       |       |       |
|  | Dinamo Ryga   | Dinamo Ryga   | 1            |                  |                  | HC Mountfield    | HC Mountfield    | 2         |             |             |       |       |       |
|  | Dinamo Ryga   | Dinamo Ryga   | 1            |                  |                  | HC Mountfield    | HC Mountfield    | 2         |             |             |       |       |       |
|  | HC Mountfield | HC Mountfield | 4            |                  |                  |                  |                  |           | Team Canada | Team Canada | 3     |       |       |
|  | HC Mountfield | HC Mountfield | 4            |                  |                  |                  |                  |           | Team Canada | Team Canada | 3     |       |       |
|  |               |               |              |                  |                  | Team Switzerland | Team Switzerland | 0         |             |             |       |       |       |
|  |               |               |              |                  |                  | Team Switzerland | Team Switzerland | 0         |             |             |       |       |       |
|  |               |               |              | Team Switzerland | Team Switzerland | 8                |                  |           |             |             |       |       |       |
|  |               |               |              | Team Switzerland | Team Switzerland | 8                |                  |           |             |             |       |       |       |
|  | HC Davos      | HC Davos      | 4            |                  |                  | HC Davos         | HC Davos         | 3         |             |             |       |       |       |
|  | HC Davos      | HC Davos      | 4            |                  |                  | HC Davos         | HC Davos         | 3         |             |             |       |       |       |
|  | HPK           | HPK           | 2            |                  |                  |                  |                  |           |             |             |       |       |       |
|  | HPK           | HPK           | 2            |                  |                  |                  |                  |           |             |             |       |       |       |

Ćwierćfinały
| 29 grudnia 2017 | Dinamo Ryga | 1:4 | HC Mountfield | Vaillant Arena |

| Szczegóły      | Szczegóły             | Szczegóły       | Szczegóły                                                                             | Szczegóły                                                                                              |
| -------------- | --------------------- | --------------- | ------------------------------------------------------------------------------------- | --- |
| Godzina: 15:10 | M. Rēdlihs (EQ) 19:36 | (1:1, 0:1, 0:2) | 05:39 (EQ) J. Bednář 34:55 (EQ) R. Smoleňák 51:48 (EQ) P. Koukal 58:31 (PP) B. Köhler | Widzów: 5953 Sędzia główny: Mark Lemelin Tobias Wehrli Sędziowie liniowi: Bryce Kovacs David Obwegeser |
| Godzina: 15:10 | 4 min. kar            |                 | 4 min. kar                                                                            | Widzów: 5953 Sędzia główny: Mark Lemelin Tobias Wehrli Sędziowie liniowi: Bryce Kovacs David Obwegeser |

| 29 grudnia 2017 | HC Davos | 4:2 | HPK | Vaillant Arena |

| Szczegóły      | Szczegóły                                                                         | Szczegóły       | Szczegóły                               | Szczegóły                                                                                                 |
| -------------- | --------------------------------------------------------------------------------- | --------------- | --------------------------------------- | --- |
| Godzina: 20:15 | E. Corvi (EQ) 12:03 R. Kousal (EQ) 23:43 M. Wieser (EQ) 26:22 J. Morin (EQ) 43:07 | (1:2, 2:0, 1:0) | 01:12 (EQ) O. Palve 05:54 (EQ) O. Palve | Widzów: 6300 Sędzia główny: Stefan Eichmann Daniel Stricker Sędziowie liniowi: Cedric Borga Nicolas Fluri |
| Godzina: 20:15 | 6 min. kar                                                                        |                 | 8 min. kar                              | Widzów: 6300 Sędzia główny: Stefan Eichmann Daniel Stricker Sędziowie liniowi: Cedric Borga Nicolas Fluri |

Półfinały
| 30 grudnia 2017 | Team Canada | 5:2 | HC Mountfield | Vaillant Arena |

| Szczegóły      | Szczegóły | Szczegóły       | Szczegóły                                  | Szczegóły                                                                                                  |
| -------------- | --- | --------------- | ------------------------------------------ | --- |
| Godzina: 15:10 | D. McIntyre (EQ) 04:01 J. McClement (EQ) 15:09 C. Goloubef (EQ) 23:16 Z. Boychuk (PP) 55:39 M. Noreau (SH) 59:41 | (2:1, 1:1, 2:0) | 15:23 (EQ) L. Cingeľ 34:47 (SH) M. Dragoun | Widzów: 6300 Sędzia główny: Stefan Eichmann Tobias Wehrli Sędziowie liniowi: Nicolas Fluri David Obwegeser |
| Godzina: 15:10 | 4 min. kar |                 | 10 min. kar                                | Widzów: 6300 Sędzia główny: Stefan Eichmann Tobias Wehrli Sędziowie liniowi: Nicolas Fluri David Obwegeser |

| 30 grudnia 2017 | Team Switzerland | 8:3 | HC Davos | Vaillant Arena |

| Szczegóły      | Szczegóły | Szczegóły       | Szczegóły                                                    | Szczegóły                                                                                               |
| -------------- | --- | --------------- | ------------------------------------------------------------ | --- |
| Godzina: 20:15 | D. Hollenstein (EQ) 08:05 V. Praplan (EQ) 11:08 M. Fora (EQ) 36:08 D. Schlumpf (EQ) 36:37 E. Blum (PP) 40:48 R. Schäppi (EQ) 43:27 T. Richard (EQ) 43:46 G. Hofmann (EQ) 48:55 | (2:2, 2:1, 4:0) | 08:40 (EQ) R. Kousal 12:03 (EQ) B. Buck 35:20 (PP) M. Nygren | Widzów: 6300 Sędzia główny: Anssi Salonen Daniel Stricker Sędziowie liniowi: Cedric Borga Roman Kaderli |
| Godzina: 20:15 | 4 min. kar |                 | 6 min. kar                                                   | Widzów: 6300 Sędzia główny: Anssi Salonen Daniel Stricker Sędziowie liniowi: Cedric Borga Roman Kaderli |

Finał
| 31 grudnia 2017 | Team Canada | 3:0 | Team Switzerland | Vaillant Arena |

| Szczegóły      | Szczegóły                                                         | Szczegóły       | Szczegóły  | Szczegóły                                                                                               |
| -------------- | ----------------------------------------------------------------- | --------------- | ---------- | --- |
| Godzina: 12:10 | Z. Boychuk (EQ) 27:43 M. Noreau (EQ) 31:31 D. McIntyre (EQ) 52:19 | (0:0, 2:0, 1:0) |            | Widzów: 6300 Sędzia główny: Mark Lemelin Daniel Stricker Sędziowie liniowi: Nicolas Fluri Roman Kaderli |
| Godzina: 12:10 | 4 min.kar                                                         |                 | 4 min. kar | Widzów: 6300 Sędzia główny: Mark Lemelin Daniel Stricker Sędziowie liniowi: Nicolas Fluri Roman Kaderli |

Ostateczna kolejność
| Lp.   | Drużyna          |
| ----- | ---------------- |
| złoto | Team Canada      |
|       | Team Switzerland |
|       | HC Mountfield    |
| 4     | HC Davos         |
| 5     | HPK              |
| 6     | Dinamo Ryga      |

## Skład triumfatorów
Skład zdobywcy Pucharu Spenglera – Team Canada.
Bramkarze:

Kevin Poulin (Medveščak Zagrzeb), Barry Brust (Fribourg-Gottéron).
Obrońcy:

Brandon Hickey (Boston University), Jeff Schultz (San Diego Gulls), Cody Goloubef (Stockton Heat), Maxim Noreau (SC Bern), Will Petschenig (Servette Genewa), Jeremy Davies (Northeastern University), Victor Bartley (Örebro HK).
Napastnicy:

David McIntyre (EV Zug), Mason Raymond (SC Bern), Curtis Hamilton (SC Rapperswil-Jona), Jay McClement (EHC Olten), Zach Boychuk (Slovan Bratysława), P-A Parenteau (Awtomobilist Jekaterynburg), Jake Evans (University of Notre Dame), Andrew Ebbett (SC Bern), Chris Kelly (Belleville Senators), Maxim Lapierre (HC Lugano), Christian Thomas (Wilkes-Barre/Scranton Penguins), Matt D’Agostini (HC Ambrì-Piotta), Dylan Sikura (Northeastern University).
Trener: Willie Desjardins

## Klasyfikacje indywidualne
- Klasyfikacja strzelców:  Andrew Ebbett (4 bramki)
- Klasyfikacja asystentów:  Tuomo Ruutu,  James Wisniewski (5 asyst)
- Klasyfikacja kanadyjska:  Andrew Ebbett (8 punktów, 4 bramki + 4 asysty)

## Skład gwiazd turnieju
Po zakończeniu turnieju zostanie wybrany skład gwiazd, skupiający najlepszą szóstkę zawodników na indywidualnych pozycjach.
- Bramkarz:  Kevin Poulin (Team Canada)
- Lewy obrońca:  Eric Blum (Team Switzerland)
- Prawy obrońca:  Magnus Nygren (HC Davos)
- Lewoskrzydłowy:  Jaroslav Bednář (HC Mountfield)
- Środkowy:  Andrew Ebbett (Team Canada)
- Prawoskrzydłowy:  Tomi Sallinen (HC Davos)